# Англо-советское морское соглашение (1937)
Англо-советское морское соглашение 1937 года — договор об ограничении военно-морских вооружений, подписанный между Великобританией и СССР 17 июля 1937 года. Означал присоединение СССР к Второму лондонскому морскому договору 1936 года. Увязывался с подписанием англо-германского морского соглашения 1937 года, причём оба документа были подписаны в один день. Несмотря на эти обстоятельства, существенной роли в ограничении гонки морских вооружений не сыграл.

## Предпосылки
Британское правительство не было удовлетворено условиями Второго лондонского договора по ограничению военно-морских вооружений, так как его подписали лишь Великобритания, США и Франция, а Италия и Япония от подписания уклонились. Кроме того, в договоре содержалась оговорка о повышении водоизмещения линкоров с 35 000 тонн до 45 000 тонн и калибра их артиллерии с 356 мм до 406 мм в случае, если Италия и Япония не подпишут договор до 1 апреля 1937 года. По ряду военных, экономических и технических причин, это условие было невыгодно для Великобритании.
Желая расширить действие Второго лондонского договора на другие страны, британское правительство стремилось обеспечить его подписание странами, не участвовавших в переговорах. В апреле — мае 1936 года Великобритания направила соответствующие предложения правительствам СССР, Германии, Турции, Польши, а также скандинавским государствам. При этом особо оговаривалось, что двухсторонние соглашения в дальнейшем приведут и к заключению общего договора об ограничении военно-морских вооружений.
Британское Адмиралтейство не располагало достоверной информацией о планах и возможностях СССР в области кораблестроения, но ряд экспертов давал последним завышенную оценку. В то же время, рост военно-морских сил СССР на Тихом океане был выгоден Великобритании. Кроме того, британцы стремились подчинить развитие ВМФ СССР стандартам, установленным Вторым лондонским договором и получать информацию о планах строительства боевых кораблей в СССР.

## Ход переговоров

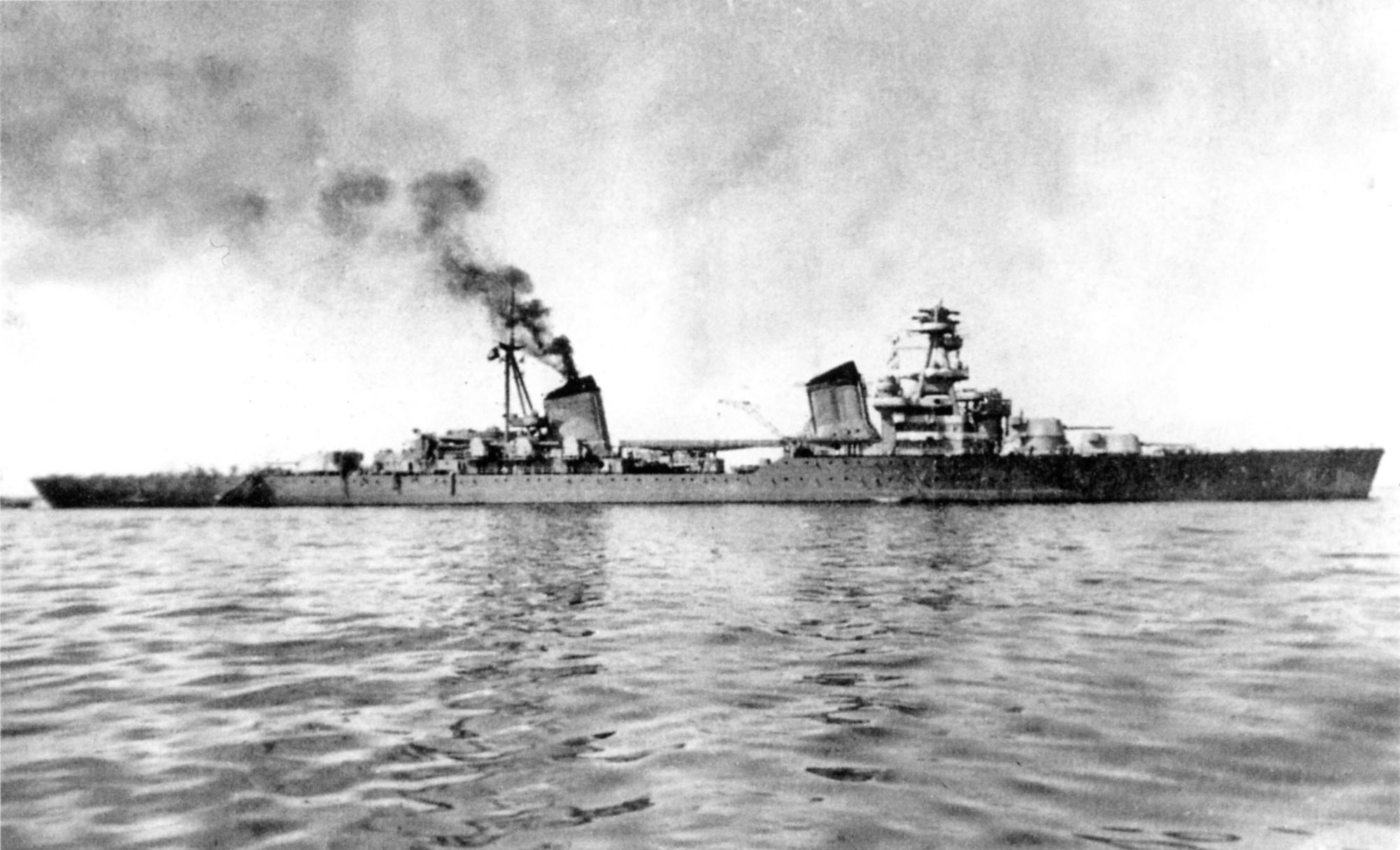
«Киров» — головной крейсер проекта 26.

Переговоры между Великобританией и СССР начались 20 мая 1936 года в Лондоне. В ходе переговоров советская делегация поставила своими условиями подписания соглашения предоставление СССР права свободно развивать Тихоокеанский флот, ввиду отказа Японии от подписания Второго лондонского договора, а также присоединение Германии ко Второму лондонскому договору.
Определённую проблему составили вопросы, связанные с классификацией боевых кораблей. Лондонским морским договором устанавливалось два подкласса крейсеров — подкласс «А» водоизмещением не более 10 000 длинных тонн, с артиллерией не более 203 мм, также известных как тяжёлые крейсера — их строительство и приобретение запрещалось на срок действия договора, и подкласс «В», водоизмещением до 8000 длинных тонн, с артиллерией не более 155 мм, также известных как лёгкие крейсера — их строительство и приобретение разрешалось. Однако в СССР велось строительство крейсеров проекта 26, имевшими стандартное водоизмещение менее 8000 тонн, но вооружённых 180-мм артиллерией и согласно положениям договора считающиеся тяжёлыми крейсерами. Советская делегация заявляла, что СССР не имеет намерений строить крейсера водоизмещением более 8000 тонн, но вынужден вооружать их 180-мм артиллерией, так как морские орудия калибра 150—155 мм в стране не производятся. В конечном счёте, стороны достигли компромисса по этому вопросу.
Предварительное соглашение между Великобританией и СССР было подписано в Лондоне 30 июля 1936 года. При этом советское правительство ставило условием окончательной договорённости присоединение ко Второму лондонскому договору Германии. Следует отметить, что в проводившихся параллельно англо-германских переговорах, немецкая делегация ставила точно такое же условие в отношении СССР, что упрощало задачу британской дипломатии. После достижение соответствующей англо-германской договорённости, оба соглашения, англо-советское и англо-германское, были подписаны в Лондоне в один день — 17 июля 1937 года.

## Условия
Согласно англо-советскому морскому соглашению от 17 июля 1937 года в отношении ВМФ СССР оговаривалось следующее:
- СССР признаёт качественные ограничения Второго лондонского договора для боевых кораблей, базирующихся в европейских водах;
- СССР соглашается предоставлять информацию о планируемом развитии военно-морских вооружений;
- СССР получает право построить столько же линкоров и крейсеров, сколько имеет право строить Франция;
- До 1 января 1943 года СССР имеет право построить два линкора, вооружённых 406-мм орудиями;
- До 1 января 1943 года СССР имеет право построить семь крейсеров, вооружённых 180-мм орудиями;
- На Тихоокеанский флот СССР не накладывается никаких ограничений, пока Япония не присоединится ко Второму лондонскому договору;
- СССР имеет право строить боевые корабли для Тихоокеанского флота не соответствующие договорным ограничениям на верфях в европейской части страны, но не имеет права использовать их где-либо кроме Дальнего Востока[6].

## Оценка
В момент подписания в 1937 году англо-советского и англо-германского договоров, британское правительство считало их своим успехом, полагая, что связало СССР и одновременно Германию ограничениями в области военно-морских вооружений. На самом деле, ни СССР, ни Германия, ни Великобритания не собирались серьёзно считаться с договорами, взаимно полагая, что их вероятные противники будут их негласно нарушать. Хотя СССР действительно отказался от строительства крейсеров проекта 26 после закладки шестого корабля серии, фактически это решение было вызвано в большей степени недостатками самого проекта, а не международными договорённостями. Британия заложила последнюю серию Таунов со стандартным водоизмещением 10 550  дл. тонн (10 708  тонн). Начатые после этого строительством крейсера проекта 68 хотя и несли 152-мм артиллерию главного калибра, но их стандартное водоизмещение составило 10 640 тонны (10 472 дл. тонны). Ещё в меньшей степени СССР собирался соблюдать договорные ограничения в строительстве линкоров, заложив линейные корабли типа «Советский Союз», чьи размеры намного превысили стандарты Второго лондонского договора, правда Советский Союз имел право строить такие корабли, но только для Дальнего Востока. Германия также нарушала взятые на себя обязательства, строя свои линкоры типов «Бисмарк» и «H», тяжёлые крейсера типа «Адмирал Хиппер». И узаконил нарушение Первого Лондонского договора при строительстве эсминцев типов 1934 и 1936.
Фактически, соглашения в наибольшей степени соблюдала лишь сама Великобритания, что привело к снижению боевой мощи Королевского флота и негативно отразилось на его действиях в ходе Второй мировой войны. Таким образом, морские соглашения Великобритании с СССР и Германией не привели к желаемым ею ограничениям и повредили британским интересам.